# Batalha de Nicópolis (1798)

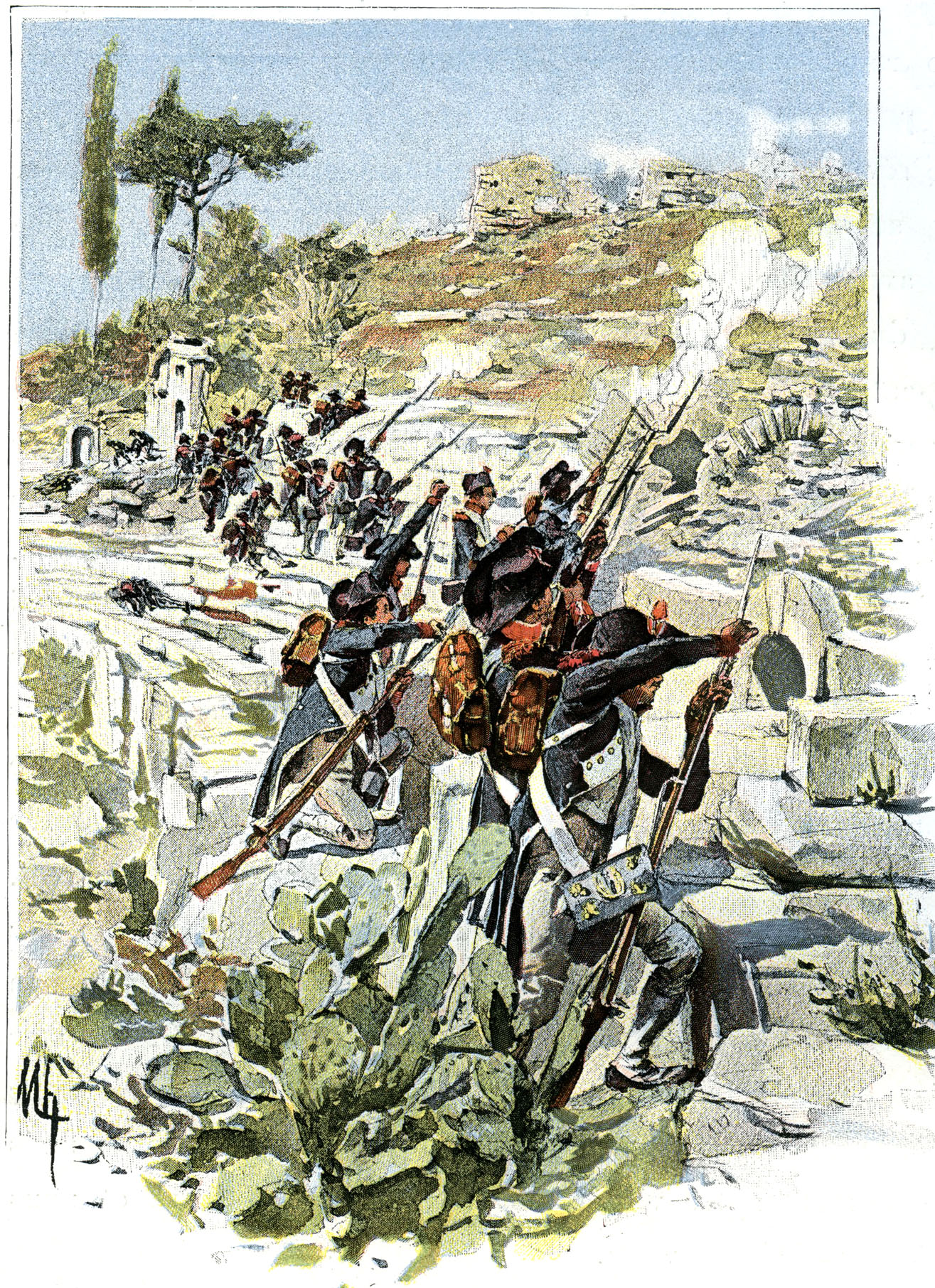
Tropas francesas lutando em meio às ruínas do antigo teatro de Nicópolis, pintura de Felician Myrbach

A Batalha de Nicópolis foi travada em 23 de outubro de 12 entre as forças armadas da França revolucionária e o governante autônomo otomano-albanês, Ali Paxá de Janina. Os franceses haviam tomado as Ilhas Jônicas Venezianas na costa ocidental da Grécia no ano anterior, após a Queda da República de Veneza. As ilhas também incluíam alguns exclaves continentais como Butroto e Preveza, que eram cobiçados por Ali. Os esforços franceses para atrair Ali para seu campo contra o sultão otomano falharam, e quando o Império Otomano se voltou contra a França, Ali atacou as posições francesas. A batalha, que ocorreu em meio às ruínas da antiga cidade de Nicópolis, resultou em uma derrota francesa, e foi seguida por um saque devastador de Preveza.